# Пикурис
Пикурис (Picuris, Picurís) — вымирающий диалект языка северный тива, на котором говорит народ пикурис, который проживает на статистически обособленной местности Пикурис штата Нью-Мексико в США.

## Генеалогические отношения
У пикурис существует взаимопонятность с диалектом таос, на котором говорит народ таос в местности Таос, и он находится в чуть более отдалённом родстве с языком южный тива (говорят в местностях Ислета и Сандия).